# Cabanac-Séguenville
Cabanac-Séguenville (em occitano:  Cabanac e Seguenvila) é uma comuna francesa na região administrativa da Occitânia, no departamento do Alto Garona. Estende-se por uma área de 10.18 km², com 177 habitantes, segundo o censo de 2018, com uma densidade de 17 hab/km².